# Dinho Chingunji
Eduardo Jonatão «Dinho» Chingunji (fill de Kafundanga Chingunji) (nascut el 7 de setembre de 1964) és un polític angolès que va ser líder d'UNITA, un grup rebel angolès pro-Occidental. Durant la Guerra Civil angolesa (1975-2002), tots els germans de Chingunji (el més destacat Tito Chingunji) van morir en estranyes circumstàncies, llevat ell. Els rumors van atribuir la seva mort a plans d'assassinat ordenats pel líder Jonas Savimbi.
Les tropes angoleses van matar Savimbi el 2002, de manera que va acabar la guerra civil. Unita va celebrar el seu IX Congrés a Viana del 24 al 27 de juny de 2003. Chingunji, Isaías Samakuva, i Paulo Lukamba competiren en el congrés per la presidència d'UNITA. Chingunji només va rebre 20 vots, mentre que Samakuva en va rebre 1,067 i Paulo Lukamba 277. Posteriorment va abandonar el partit i denunciar «pràctiques dictatorials» de Samakuva.